# Svartjämnaren
Svartjämnaren är en sjö i Rättviks kommun i Dalarna och ingår i Dalälvens huvudavrinningsområde. Sjön har en area på 0,237 kvadratkilometer och ligger 283,2 meter över havet.

## Delavrinningsområde
Svartjämnaren ingår i det delavrinningsområde (681243-146611) som SMHI kallar för Inloppet i Bondjämnaren. Medelhöjden är 297 meter över havet och ytan är 1,96 kvadratkilometer. Det finns ett avrinningsområde uppströms, och räknas det in blir den ackumulerade arean 12,86 kvadratkilometer. Vattendraget som avvattnar avrinningsområdet har biflödesordning 4, vilket innebär att vattnet flödar genom totalt 4 vattendrag innan det når havet efter 407 kilometer. Avrinningsområdet består mestadels av skog (54 procent) och sankmarker (23 procent). Avrinningsområdet har 0,21 kvadratkilometer vattenytor vilket ger det en sjöprocent på 10,6 procent.